# Saint-Martin (Meurthe-et-Moselle)
Saint-Martin település Franciaországban, Meurthe-et-Moselle megyében. Lakosainak száma 54 fő (2022. január 1.). Saint-Martin Blémerey, Chazelles-sur-Albe, Domèvre-sur-Vezouze, Fréménil és Herbéviller községekkel határos.

## Népesség
A település népessége az elmúlt években az alábbi módon változott:
| Lakosok száma | 63   | 67   | 53   | 78   | 67   | 61   | 58   | 56   | 56   | 54   |
|               | 1968 | 1982 | 1990 | 2006 | 2013 | 2015 | 2017 | 2019 | 2020 | 2022 |